# Distrito Escolar del Condado de Clark
El Distrito Escolar del Condado de Clark (Clark County School District, CCSD) es el distrito escolar del Condado de Clark, Nevada. Tiene su sede en Las Vegas. En 1999, CCSD era el octavo distrito escolar más grande en los Estados Unidos. El distrito gestiona escuelas en todas las zonas del Condado de Clark, incluida Las Vegas. 
Según el censo de 2014, el distrito contaba con un total de 324.093 estudiantes, y el presupuesto era de 2,834 miles de millones de dólares.